# Малатрази, Сауль
Сау́ль Малатра́зи (итал. Saul Malatrasi; 17 февраля 1938, Кальто, Италия) — итальянский футболист и футбольный тренер. Играл на позиции защитника в итальянских клубах СПАЛ, «Фиорентина», «Рома», «Интер», «Лекко» и «Милан». Сыграл три матча за национальную сборную Италии. В 1965 и 1969 годах выигрывал Кубок европейских чемпионов в составе «Интера» и «Милана», тем самым став первым футболистом, выигравшим Кубок чемпионов в составе двух клубов.

## Биография
Малатрази родился в 1938 году в городе Кальто в провинции Ровиго. Футболом он начинал заниматься в местной команде, затем перешёл в молодёжную команду клуба СПАЛ из соседней Феррары. В 1958 году он дорос до уровня первой команды и дебютировал в Серии А в матче против «Ювентуса». Летом 1959 года его купила «Фиорентина», где он был защитником и полузащитником.

## Достижения
Фиорентина
- Обладатель Кубка Италии: 1960/61
- Обладатель Кубка обладателей кубков: 1960/61
- Обладатель Итало-французского кубка дружбы: 1960
- Обладатель Кубка Альп: 1961

Интер
- Чемпион Италии (2): 1964/65, 1965/66
- Обладатель Кубка европейских чемпионов: 1964/65
- Обладатель Межконтинентального кубка (2): 1964, 1965

Милан
- Чемпион Италии: 1967/68
- Обладатель Кубка обладателей кубков: 1967/68
- Обладатель Кубка европейских чемпионов: 1968/69
- Обладатель Межконтинентального кубка: 1969